# Листерии
Листерии (лат. Listeria) — род грамположительных палочковидных бактерий. Некоторые виды являются возбудителями заболеваний животных и человека.
Род назван в честь основателя хирургической антисептики Джозефа Листера.
В качестве инфекционного агента открыта Мурреем, Веббом и Шванном в 1924 году.

## Общая характеристика
Микроорганизмы рода Listeria представляют собой палочки с закруглёнными концами, иногда почти кокки, одиночные или в коротких цепочках, реже образуют длинные нити (0,4—0,5 × 0,5—2 мкм).
Листерии ферментируют глюкозу, каталазоположительны, оксидазоотрицательны, образуют цитохромы. Листерии некислотоустойчивы. Не образуют споры и капсулы, факультативные анаэробы, хемоорганогетеротрофы.

## Экология
Листерии широко распространены во внешней среде. Встречаются в почве, воде, растениях. Чаще всего листерии выделяли из почвы тех полей, где травы не скашивались несколько лет, поскольку увядшая и разложившаяся трава способствует их размножению.
Способность листерий размножаться в почве зависит от температуры, содержания гумуса, влажности и величины pH.
Листерии живут в широком температурном диапазоне (+3…+45 °С).
Листерии — психрофилы, то есть способны к активному размножению при низких температурах (+4…+10 °С). Поэтому их численность активно увеличивается весной и осенью, летом же в почве отмечается значительное уменьшение концентрации листерий. Зимнее промерзание почвы не оказывает отрицательного влияния на их жизнеспособность.
Листерии требовательны к наличию в почве органических веществ. Они размножаются и длительно сохраняются в почвах с высоким процентом гумуса. В хвойных лесах они отсутствуют. Быстро погибают в пустынных и песчаных почвах. Водный баланс почвы также весьма важен для листерий. В кислых почвах листерии не размножаются, для них оптимальны значения pH, близкие к нейтральным.
Листерии выделяют также из сточных вод, речной воды, ила, навозной жижи. Жизнеспособность листерий в воде зависит как от величины pH, так и от жёсткости воды. Листерии способны проникать в вегетативные органы растений через корневую систему и сохраняться там в высокой концентрации в течение месяца. Таким образом, листерии способны адаптироваться к существованию в широком диапазоне условий внешней среды. Им свойственна высокая метаболическая пластичность, способность перехода от сапрофитического образа жизни к паразитическому, и наоборот.
Окрашиваются по Граму положительно. Имеют тенденцию формировать короткие цепочки из 3—5 клеток. Могут переходить в L-форму и паразитировать внутриклеточно, что объясняет затяжные и хронические течения листериозов, возможность латентной формы инфекции и бактерионосительства.
Культура на твёрдой питательной среде имеет характерный запах творога. Листерии растут в виде мелких, беловатых с перламутровым оттенком, плоских, гладких блестящих колоний, на печеночном агаре колонии имеют слизистую консистенцию. В бульоне листерии вызывают небольшое помутнение среды с образованием слизистого осадка. На кровяном агаре вокруг колоний образуется узкая зона гемолиза.

Антигенная структура листерий сложная, всего выделено 16 сероваров (L. monocytogenes: серовары 7, 1/2а, l/2b, 1/2с, 3b, Зс, 4а, 4ab, 4b, 4с, 4d, 4е; L. ivanovii: серовар 5; L. murray; L. innocua серовары 6а и 6b), из них три — 4b, 1/2b, 1/2a — вызывают 90 % всех листериозов человека.

К факторам патогенности листерий относят листериозин О (главный фактор с выраженным токсическим эффектом), фосфатидилинозин, фосфатидилхолин, интерналин А, В, белок ActA, регуляторный белок PrfA, металлопротеаза.
Быстро погибают при высоких температурах (3 минуты при +100 °С, 20 минут при +70 °С), под воздействием дезинфицирующих препаратов. При воздействии 2,5%-го раствора формалина или едкого натра листерии погибают через 15—20 минут.

## Патогенность
Считалось, что патогенным для человека является только Listeria monocytogenes.
Однако уже были зафиксированы случаи заражения человека видами L. ivanovii  и L. seeligeri.
До недавнего времени считалось, что вид L. ivanovii вызывает листериоз только у животных. Об этом свидетельствует огромное количество сообщений о выделении этого вида листерий из абортированных и мертворождённых плодов животных, при неонатальном сепсисе у овец и рогатого скота. В последнее время в литературе появились единичные сообщения о заболеваниях у людей, вызванных L. ivanovii, и о вовлечении в инфекционный процесс других видов листерий, считающихся непатогенными видами.
Например, описан случай острого гнойного менингита у взрослого пациента, вызванный L. seeligeri, у которого спустя год после выздоровления развились тяжёлые неврологические осложнения (эпилепсия, гидроцефалия).
Сообщается и о смертельном случае 62-летней пациентки после септицемии, вызванной L. innocua на фоне холангита.
В литературе описан первый случай выделения L. welschimeri у взрослого пациента.
В связи с тем, что очень распространён пищевой путь распространения листериоза, Listeria monocytogenes обычно проникает в организм человека через кишечник. Через кровяное русло бактерии попадают в разные органы, преимущественно накапливаясь в селезёнке и печени. В этих органах бактерии взаимодействуют с макрофагами, и большая часть их погибает. Выжившая часть клеток размножается и распространяется через кровяное русло в органы и ткани организма.
Листерия является внутриклеточным паразитом.
К настоящему времени этапы взаимодействия листерий с эукариотической клеткой и внутриклеточной репликации довольно хорошо изучены на уровне морфологии и основных биомолекул, определяющих особенности проникновения и размножения листерий.

## Заражение листерией в пищевом производстве
Продукты питания, в основном, инфицируются листерией в процессе производства и хранения. При этом в большинстве случаев причина контаминации неизвестна. Вместе с тем, есть ряд исследований, показывающих, по каким зонам распределяется листерия в производственном цехе.
В 2004 году были опубликованы результаты совместного исследования, сделанного специально для скандинавских и северных стран. Исследование проводилось для птицеперерабатывающих, мясных и рыбоперерабатывающих предприятий. В результате было обнаружено присутствие листерии на 11 предприятиях из 13. Трапы и полы были выявлены как одно из самых зараженных мест. В таблице 1 показан процент положительных проб на листерию от общего числа проб в трапах и на полах в ходе производственного процесса. В таблице 2 аналогичный процент показан уже после процесса уборки.
В 2011—2013 годах университетом «Сассари» (Италия) было выполнено другое исследование, интересное для молочной сферы Оно включало 13 предприятий по производству сыра из козьего молока. Выяснилось, что листерия присутствовала на всех 13 предприятиях, а листерия моноцитогенная на 12. При этом доля последней колебалась в диапазоне от 3 до 22,6 % в общем разнообразии штаммов листерии.
При анализе результатов выяснилось, что трап, среди других зон, является самым заражённым местом; 48,8 % всех проб из трапов были положительными на листерию (рисунок № 1).
В 2002 году университет Cornell (США) провёл исследование, которое включало 4 завода по производству копчёной рыбы. В результате распределение листерии (разные штаммы) по различным зонам было следующим: 10 % всех положительных проб приходилось на сырую рыбу, 6 % — готовые продукты; 17 % — образцы окружающей среды; 10 % — поверхности оборудования контактирующего с продуктами; 10 % — чистящий инвентарь, обувь и одежда; 19 % — стены и полы; 28 % — трапы (рисунок № 2).
Говоря о распределении положительных проб по различным зонам, распределение листерии monocytogenes было следующим: 6 % всех положительных проб приходилось на сырую рыбу, 1 % — готовые продукты; 19 % — образцы окружающей среды; 7 % — поверхности оборудования контактирующего с продуктами; 15 % — чистящий инвентарь, обувь и одежда; 17 % — стены и полы; 35 % — трапы.
При этом общее количество проб, взятых из трапов, было 131; 46 % от общего числа проб из трапов было положительным на листерию (разные штаммы) и 24 % от общего числа проб из трапов было положительным на листерию monocytogenes (рисунок № 3).

## Классификация
На ноябрь 2015 года в род включены 16 видов:

| - Listeria aquatica Den Bakker et al. 2014 - Listeria booriae Weller et al. 2015 - Listeria cornellensis Den Bakker et al. 2014 - Listeria fleischmannii Bertsch et al. 2013 - Listeria grandensis Den Bakker et al. 2014 - Listeria grayi Errebo Larsen and Seeliger 1966 emend. Rocourt et al. 1992 - Listeria innocua (ex Seeliger and Schoofs 1979) Seeliger 1983 - Listeria ivanovii Seeliger et al. 1984 | - Listeria marthii Graves et al. 2010 - Listeria monocytogenes (Murray et al. 1926) Pirie 1940typus - Listeria newyorkensis Weller et al. 2015 - Listeria riparia Den Bakker et al. 2014 - Listeria rocourtiae Leclercq et al. 2010 - Listeria seeligeri Rocourt and Grimont 1983 - Listeria weihenstephanensis Lang Halter et al. 2013 - Listeria welshimeri Rocourt and Grimont 1983 |

В 1992 году вид Listeria murrayi Welshimer and Meredith 1971 объявлен младшим синонимом L. grayi.

## Дополнительные источники
- Гершун В. И. Экология листерий и пути их циркуляции в природном очаге // Экология возбудителей сапронозов: сборник. — М., 1988. — С. 80—85.
- Литвин В. Ю., Гинцбург А. Л., Пушкарёва В. И., Романова Ю. М., Боев Б. В. Эпидемиологические аспекты экологии бактерий. — М.: Фармарус-принт, 1998.
- Тартаковский И. С., Малеев В. В., Ермолаева С. А. Листерии: Роль в инфекционной патологии человека и лабораторная диагностика. — М.: Медицина для всех, 2002.

### Научные ссылки
- Ссылки на PubMed для Listeria
- Ссылки на PubMed Central для Listeria
- Ссылки на Google Scholar для Listeria

### Научные базы данных
- Искать таксономию в NCBI для Listeria
- Искать в Tree of Life таксономию для Listeria
- Искать в Species2000 страницы о Listeria
- Страница в MicrobeWiki о Listeria